# Élections des gouverneurs américains de 2016
Les élections des gouverneurs américains de 2016 ont eu lieu le 8 novembre 2016 dans douze États des États-Unis et deux territoires (Porto Rico et les Samoa américaines). Les dernières élections au poste de gouverneur pour neuf des douze États se sont déroulées en 2012. Pour le New Hampshire, l'Oregon et le Vermont, elles ont eu lieu en 2014, l'Oregon ayant tenu une élection anticipée en raison de la démission du gouverneur John Kitzhaber, et le mandat des gouverneurs du New Hampshire et du Vermont étant de deux ans. Cinq postes étaient détenus par des démocrates et sept par des républicains.
Les élections ont eu lieu en même temps que plusieurs autres élections fédérales, d'État et locales, y compris les élections présidentielles, sénatoriales et de la Chambre. Le Parti républicain a gagné deux postes de gouverneurs, passant son total à 33 sur 50 ; les démocrates perdent deux postes et passent à 16 gouvernorats ; le cinquantième État est dirigé par un gouverneur indépendant en Alaska.

## Résultats
| États                | Gouverneur sortant | Gouverneur sortant | Résultats | Résultats |
| -------------------- | ------------------ | ------------------ | --------- | --- |
| Caroline du Nord     |                    | Pat McCrory        |           | - Roy Cooper (D) : 49,0 % - Pat McCrory (R) : 48,9 % - Lon Cecil (L) : 2,2 %                                                              |
| Dakota du Nord       |                    | Jack Dalrymple     |           | - Doug Burgum (R) : 76,7 % - Marvin Nelson (D) : 19,4 % - Marty Riske (L) : 3,9 %                                                         |
| Delaware             |                    | Jack Markell       |           | - John C. Carney (D) : 58,3 % - Colin Bolini (R) : 39,2 % - Andrew Groff (G) : 1,4 % - Sean Goward (L) : 1,1 %                            |
| Indiana              |                    | Mike Pence         |           | - Eric Holcomb (R) : 51,4 % - John Gregg (D) : 45,4 % - Rex Bell (L) : 3,2 %                                                              |
| Missouri             |                    | Jay Nixon          |           | - Eric Greitens (R) : 51,3 % - Chris Koster (D) : 45,4 % - Cisse Spragins (L) : 1,5 % - Les Turilli (Ind.) : 1,1 % - Don Fitz (G) : 0,7 % |
| Montana              |                    | Steve Bullock      |           | - Steve Bullock (D) : 50,2 % - Greg Gianforte (R) : 46,4 % - Ted Dunlap (L) : 3,4 %                                                       |
| New Hampshire        |                    | Maggie Hassan      |           | - Chris Sununu (R) : 49,0 % - Colin Van Ostern (D) : 46,7 % - Max Ambramson (L) : 4,3 %                                                   |
| Oregon               |                    | Kate Brown         |           | - Kate Brown (D) : 50,5 % - Bud Pierce (R) : 43,8 % - Cliff Thomason (Ind.) : 2,4 % - James Foster (L) : 2,2 % - Aaron Auer (C) : 1 %     |
| Utah                 |                    | Gary Herbert       |           | - Gary Herbert (R) : 66,6 % - Mike Weinholtz (D) : 28,9 % - Brian Kamerath (L) : 3 % - Dell Schanze (AIP) : 1,5 %                         |
| Vermont              |                    | Peter Shumlin      |           | - Phillip Scott (R) : 52,9 % - Sue Minter (R) : 44,2 % - Bill Lee (LU (en)) : 2,8 %                                                       |
| Virginie-Occidentale |                    | Earl Ray Tomblin   |           | - Jim Justice (D) : 49,1 % - Bill Cole (R) : 42,3 % - Charlotte Pritt (G) : 5,9 % - David Moran (L) : 2,1 % - Phil Hudok (C) : 0,7 %      |
| Washington           |                    | Jay Inslee         |           | - Jay Inslee (D) : 54,5 % - Bill Bryant (R) : 45,5 %                                                                                      |